# Мембранные контакты
Мембранные контакты (сайты мембранных контактов, англ. membrane contact sites (MCS)) — места сближения мембран двух органелл. Межмембранное расстояние в таких сайтах 10—30 нм, где минимум соответствует размеру одного белка. Эти сайты принимают участие в таких клеточных процессах, как передача сигналов, прохождение ионов и невезикулярный оборот липидов между клеточными компартментами. Везикулярный транспорт лучше изучен, прямым контактам мембран между органеллами уделялось меньше внимания. Особую роль играют мембранные контакты в функционировании эндоплазматического ретикулума (ЭПР), в котором происходит основной синтез липидов в клетке и осуществляет связь различных клеточных компартментов, способствуя обороту липидов. Так, фосфатидилэтаноламин синтезируется в митохондриальном матриксе, он может идти не по везикулярному пути, а через контакты — митохондрия-ЭПР и ЭПР-плазматическая мембрана. Контакты мембран могут образовываться между ЭПР и другими органеллами: митохондриями, аппаратом Гольджи, эндосомами, лизосомами, пероксисомами, хлоропластами и плазматической мембраной.